# Фава, Атос
Атос Фава (исп. Athos Fava; 30 ноября 1925, Альберти — 12 апреля 2016, Буэнос-Айрес) — аргентинский политик-коммунист и деятель рабочего движения, автор научных работ. Был генеральным секретарём Коммунистической партии Аргентины, являлся ответственным за её международные связи.

## Биография
Родился в сельскохозяйственной коммуне Альберта около Буэнос-Айреса в семье итальянских эмигрантов. Его дед участвовал в коммунистическом движении Италии, а отец участвовал в крестьянском коммунистическом движении и был вынужден эмигрировать после прихода к власти Муссолини в 1922 году. 
Фава помогал родителям на сельскохозяйственных работах, а с конца 1930-х на промышленных предприятиях, В 1940-х работал на металлистом на металлургических и машиностроительных предприятиях компании «Судамтекс». Важным этапом по словам самого Фавы стали борьба Красной армии и контакты с коммунистами в университете Вилья де Парке. В 1945 году вступил в Коммунистическую партию Аргентины (КПА). Фава занимает различные выборные посты в профсоюзном движении, участвует в крупных забастовках 1954 и 1956 гг. за что вносится в «черные списки», подвергается преследованию и арестам. 
В начале 1950-х впервые приезжает в СССР во главе профсоюзной делегации. В 1960-х Фава избирают секретарём партийной организации в Ла-Патернале, а затем секретарём горкома КПА в Буэнос-Айресе, который возглавлял до 1968 года, затем вошёл в состав партийного секретариата, где он принимает активное руководство деятельностью партии. С 1963 по 1965 год был кандидатом в члены, а с 1965 года — членом исполкома и секретарём ЦК КПА. Ему поручаются ответственные задания — организационные вопросы. Деятельность А. Фава получает высокую оценку на XIV съезде КПА в 1973 году, на национальных конференциях. Он уделял большое внимание разработке вопросов организационно-партийной работы применительно к конкретным условиям Аргентины, писал статьи и брошюры, проекты многих документов. Вносил значительный вклад в развитие политической линии КПА, особенно после государственного переворота 1976 г. и прихода к власти военного правительства. 
После кончины Х. Арнедо Альвареса аргентинские коммунисты избирают Фаву генеральным секретарём КПА в 1980 году. 1980-1983 гг. были сложные в общественно-политической жизни Аргентины: смены президентов, вооруженный конфликт в Южной Атлантике - в этих условиях сосредотачивает своё внимание на борьбе за легализацию КПА, признание её права участия в выборах, за привлечения на её сторону трудящихся. За свою деятельность неоднократно арестовывался властями. В 1981 году нанёс визит в СССР. Состоявшийся в сентябре 1983 г. съезд легальной КПА вновь выбрал Фава генеральным секретарём. В 1986 году во время XXVII съезда КПСС в Москве был награждён орденом Ленина.
Опубликовал более 15 работ, в том числе: «Memoria Militante», «Que es el Partido Comunista» и «Reflexiones de un dirigente comunista».